# Göran Danielson

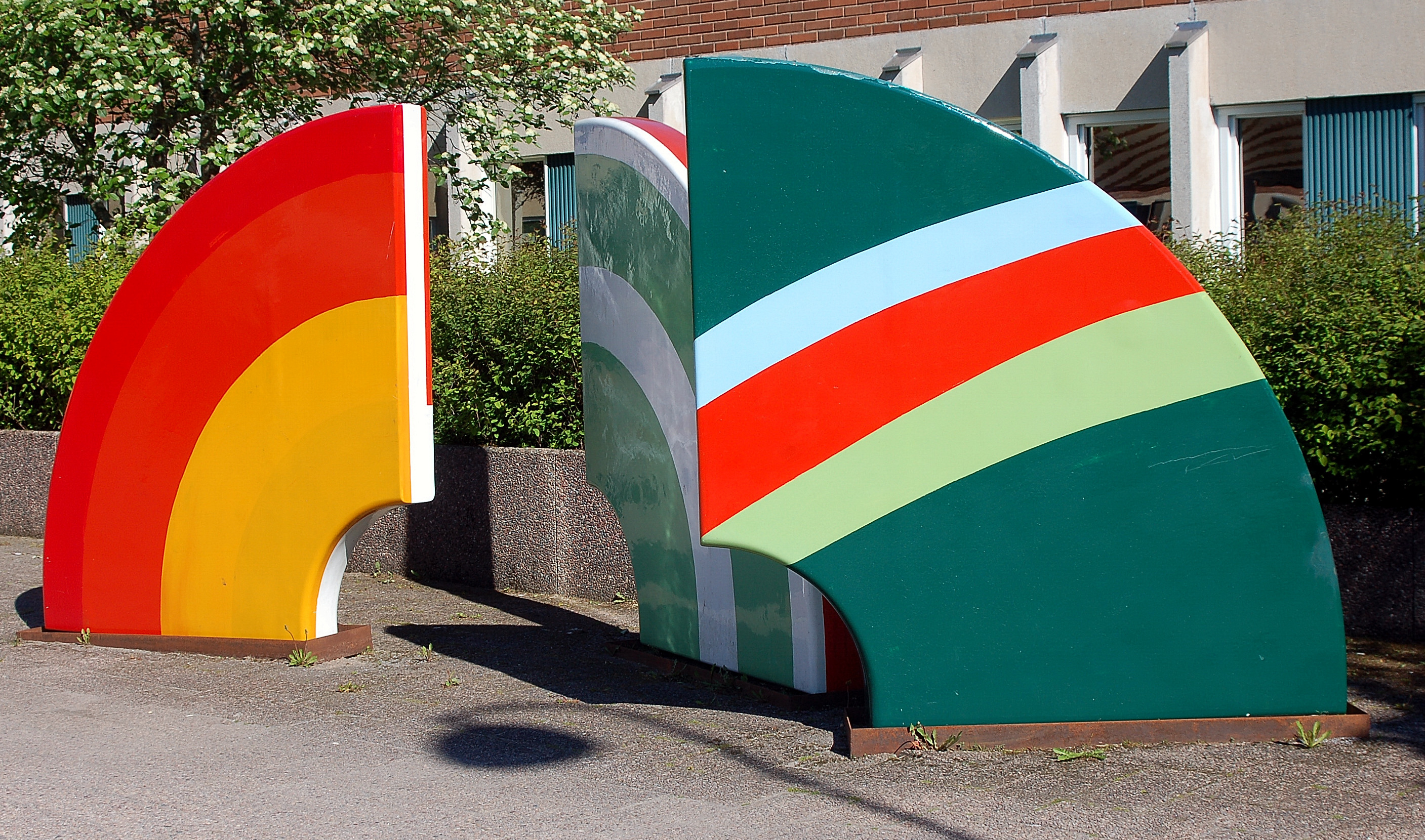
Utsmyckningar utanför Karlskoga lasarett utförda av Göran Danielson på 1970-talet.

Göran Danielson, född 1937 i Flen, död 2011, var en svensk målare och skulptör.
Danielson studerade konst vid Högre konstindustriella skolan i Stockholm 1958-1963. Han arrangerade ett stort antal separatutställningar runt om i Sverige. Han anlitades till ett flertal offentliga utsmyckningsuppdrag bland annat för Örebro brandstation, Landstingets kanslihus i Härnösand, Gustavsviksbadet i Örebro, Karlskoga lasarett och Sundsvalls sjukhus. Tillsammans med Richard Brixel, Peter Ekström och Stig Olson bildade han konstnärsgruppen D4. Danielson är representerad vid bland annat Sundsvalls konstmuseum Örebro läns museum och , Örebro läns landsting.